# Hallens landskommun
Hallens landskommun var tidigare en kommun i Jämtlands län.

## Administrativ historik
Hallens landskommun bildades i Hallens socken i Jämtland när 1862 års kommunalförordningar trädde i kraft. 
Vid kommunreformen 1952 gick kommunerna Norderön och Marby upp i Hallen.
Den 1 januari 1954 överfördes från Ovikens landskommun och församling till Hallens landskommun och Marby församling ett område med 20 invånare och omfattande en areal av 4,86 km², varav allt land.
1971 bildades Östersunds kommun, och Norderö församling kom då att överföras dit. Samma år infördes också enhetlig kommuntyp och den resterande delen av kommunen (Hallens och Marby församlingar) ombildades därmed till den kortlivade Hallens kommun som redan tre år senare gick upp i Åre kommun.

### Kyrklig tillhörighet
I kyrkligt hänseende tillhörde kommunen Hallens församling. Den 1 januari 1952 tillkom församlingarna Norderö och Marby.

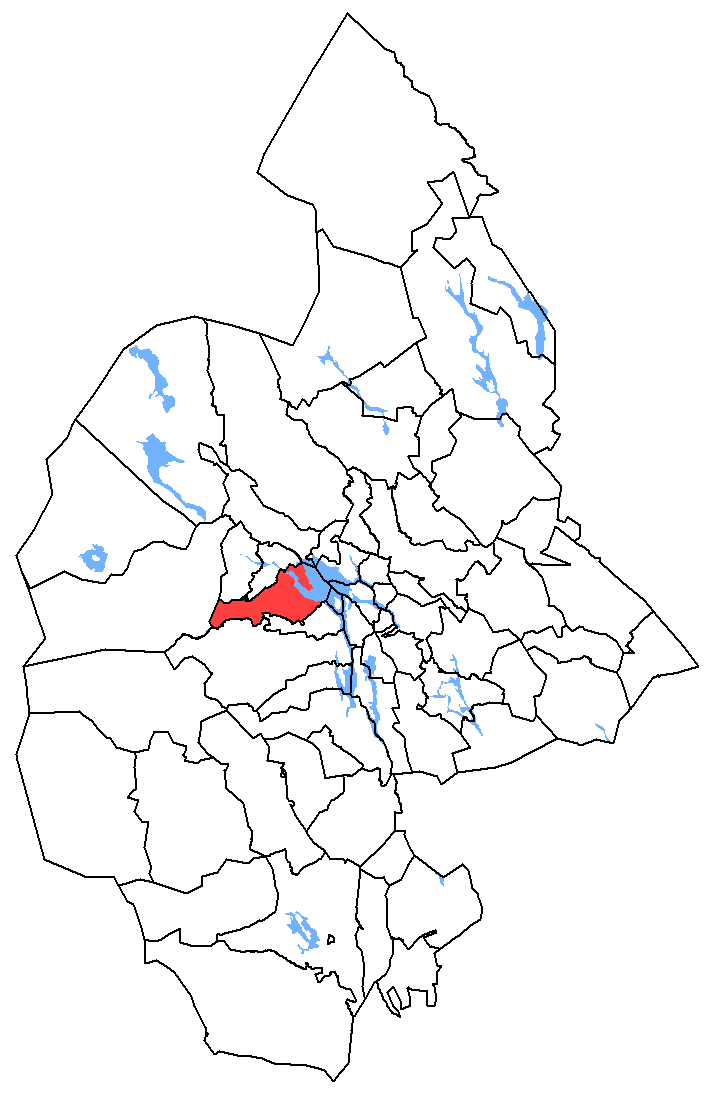
Hallens landskommuns ursprungliga omfattning 1863–1951.

I Mårdsund låg Hallens ålderdomshem intill 1968, då flyttning skedde till nytt, med Mörsils kommun, gemensamt ålderdomshem i Mörsil.

## Kommunvapen
Hallens landskommun förde inte något vapen. 

## Geografi
Hallens landskommun omfattade den 1 januari 1952 en areal av 1 120,70 km², varav 921,08 km² land.

### Tätorter i kommunen 1960
I Hallens kommun fanns tätorten Hallen, som hade 223 invånare den 1 november 1960. Tätortsgraden i kommunen var då 10,9 procent.

## Politik

### Mandatfördelning i valen 1938-1970
| 15 |

| 15 |

| 15 |

| 15 |

| 4 | 7 | 3 | 1 |

| 15 |

| 8 | 14 | 8 |

| 29 |

| 10 | 12 | 5 | 3 |

| 29 |

| 9 | 13 | 5 | 3 |

| 30 |

| 8 | 13 | 6 | 3 |

| 27 |

| 7 | 14 | 6 | 3 |

| 27 |

| 9 | 13 | 5 | 3 |

| 26 |

Kommunfullmäktiges siste ordförande var Frithiof Fredricson (c) och
Kommunstyrelsens siste ordförande var Halvar Halvarsson (c).
Källa: Hallens kommuns (1952-1973) kommunfullmäktige- och kommunstyrelseprotokoll i Åre kommunarkiv. (Beståndskod: SE/Z021/H52-Kf/A1 resp. H52-Knn/A1)

## Folkmängd
År 1959 fanns det 2 150 invånare i kommunen och kommunen hade en befolkningstäthet på 2,3 invånare/km². Detta kan jämföras med riksgenomsnittet som då var 18,0 invånare/km² medan länsgenomsnittet var 3,0 invånare/km².